# 82-2式匕首槍
82-2式匕首槍是一款由中国华东工程学院为特種警察而研製，並且由972厂生產的、內建3發式击發机构的自卫用途求生匕首，击發机构發射.22 LR口徑彈藥（5.6毫米运动步枪子弹）。

## 簡史
1980年代，中国公安的佩槍仍为54式与64式两款军用手槍，在许多情况下都无需将罪犯致死，而且不能伤及无辜；电警棍在距离稍远时就无效，又嫌体积较大；一般格斗匕首又显威力不足，难以慑服罪犯。
为此，有关部门提出了研制新型近距离警用武器的要求。华东工程学院（现南京理工大学）和972厂因而开始了匕首枪的研制。终于在1984年，经过研制人员的艰苦努力，82-2式匕首枪通过设计定型，并且批量生产。
然而，82-2式选用了威力较小的.22 LR，已经注定它火力微弱，不足以用作军用武器。结果国营974厂（九七四厂）研制了91式匕首槍，将其取代。

## 使用者
- 中华人民共和国
  - 武警特種警察
  - 中国人民解放军空降部隊
  - 中国人民解放军特种部隊